# Петрово (Островский район)
Петрово — деревня в Шиковской волости Островского района Псковской области.
Расположена в 66 км к востоку от города Острова и в 14 км к северо-востоку от волостного центра, деревни Шики.
Численность населения деревни по состоянию на 2000 год составляла 3 человека.